# فاطمه عمر
فاطمه عمر (عربی مصری: فاطمة عمر محمد عمر؛ زادهٔ ۱۷ نوامبر ۱۹۷۳) ورزشکار وزنه‌برداری قدرتی اهل مصر است که در دسته ۵۶- کیلوگرم به رقابت می‌پردازد. او در رشته ورزشی خود مدال طلا را در چهار پارالمپیک تابستانی، و چهار مدال طلای دیگر در مسابقات جهانی وزنه‌برداری قدرتی به دست آورد.
وی در مسابقات کشوری و بین‌المللی در مجموع برندهٔ ۸ مدال طلا، ۱ مدال نقره شده‌است.
عمر در سال ۱۹۷۳ در قاهره، مصر به دنیا آمد. در سن یک سالگی مبتلا فلج اطفال شد که منجر به آسیب ستون فقرات وی شد. او دو دختر دارد.